# David Iriarte
David Iriarte Urdiain (Palma de Mallorca; 1 de abril de 1995) es un exbaloncestista español. Con 2,05 metros de altura, jugaba de ala-pívot.

## Trayectoria
Empezó a jugar en el BC De la Cruz y después dio el salto al BC La Salle, para fichar en edad cadete por el Joventut de Badalona, en el que estuvo hasta categoría junior. En 2013 el ala-pívot se marchó al Club Bàsquet Prat para jugar en LEB Plata, con el que consiguió esa temporada la Copa y el ascenso a LEB Oro, competición en la que también permaneció durante dos temporadas más. 
Tras jugar durante varias temporadas para jugar en LEB Plata y LEB Oro, en 2016, se marcha para jugar en el Zornotza Saskibaloi Taldea, equipo vinculado con el Bilbo Basket, que se quedó a las puertas del ascenso a LEB Oro la campaña 2016-17.
En verano de 2017, vuelve a liga LEB Plata para firmar con el Fundación Club Baloncesto Granada, donde jugaría durante dos temporadas, consiguiendo en la segunda (2017-18) el ascenso a la LEB Oro.
En el verano de 2018 renueva por el Fundación Club Baloncesto Granada, regresando así a la liga LEB Oro.
En la temporada 2021-22, con el conjunto granadino logra el ascenso a la Liga Endesa tras quedar primero en la clasificación y ascender directamente, formando el juego interior con Petit Niang.
En la temporada 2022-23, renueva su contrato con el Fundación Club Baloncesto Granada para jugar en Liga Endesa.
En julio de 2024, a los 29 años y tras siete temporadas en Granada, anuncia su retirada del baloncesto profesional.